# Charity (singolo)
Charity è una canzone degli Skunk Anansie pubblicata come loro terzo singolo nel settembre 1995 e ripubblicata nell'aprile 1996.  La prima pubblicazione si posizionò al n. 40 della Official Singles Chart, ma la riedizione raggiunse senza problemi la posizione n. 20. Quando fu ripubblicata due CD furono resi disponibili. Il primo CD conteneva le versioni live di I Can Dream e Punk by Numbers, mentre il secondo CD conteneva versioni live delle canzoni di Paranoid & Sunburnt.

## Tracce

### Singolo originale CD
1. Charity – 4:36
2. Used – 4:54
3. Killer's War – 4:00
4. Kept My Mouth Shut – 3:38

Durata totale: 17:08

### Vinile 10"
1. Charity – 4:36
2. Used – 4:54
3. Killer's War – 4:00

Durata totale: 13:30

## Classifiche
| Classifica (1996) | Posizione massima |
| ----------------- | ----------------- |
| Islanda           | 1                 |
| Regno Unito       | 20                |